# Villa Pepita
Villa Pepita es un edificio residencial situado en el municipio español de Punta Umbría, en la provincia de Huelva. Fue levantado en la década de 1930, encontrándose actualmente en uso.

## Características
El chalet se levantó según un proyecto del arquitecto José María Pérez Carasa fechado en 1944. Se trata de una vivienda unifamiliar situada junto a la playa de Punta Umbría, destinada a servir como residencia de vacaciones. Desde un punto de vista arquitectónico, destaca por su aspecto racionalista y sus líneas similares al chalet Pérez Carasa, si bien Villa Pepita presenta una mayor austeridad de recursos figurativos. Fue construida en hormigón armado y se encuentra elevada sobre la arena.